# Tarachidia fumata
Tarachidia fumata är en fjärilsart som beskrevs av Smith 1905. Tarachidia fumata ingår i släktet Tarachidia och familjen nattflyn. Inga underarter finns listade i Catalogue of Life.